# Championnat de France de football de troisième division
Le championnat de France de football de troisième division est une appellation générale qui désigne le troisième échelon du football en France.
Jusqu'en 1970, les championnats professionnels et amateurs sont totalement séparés. À partir de 1948, la FFF organise son championnat de France amateurs sous forme d'un championnat annuel appelé Division Nationale. S'il s'agit bien d'une compétition à envergure nationale, il ne s'agit pas à proprement parler d'une D3, mais plutôt d'une « D1 amateur ».
En 1970, lors de la grande réforme des compétitions mise en place par la FFF sur deux saisons, les championnats professionnels et amateurs sont réunis dans la même pyramide. Lors de la saison 1970-1971, la Division Nationale du CFA devient la D3, avant la création pour la saison 1971-1972 de la Division 3, un championnat similaire à la Division Nationale du CFA sur la forme, mais dont les premières équipes sont promues en Division 2. Une nouvelle réforme des championnats, en 1993, crée un troisième niveau à deux poules : le National 1, réduit à une poule unique en 1997 et renommé la même année en National.

## Histoire

### La première Division 3 professionnelle
La création d'une troisième division professionnelle composée d'une unique poule de 10 clubs est actée pour la première fois lors de la saison 1936-1937. Cette édition de la Division 3 professionnelle n'a lieu que pour une seule saison en raison de l'élargissement à 25 clubs de la deuxième division la saison suivante.

### La Division 3
La Division 3 remplace en 1971 la précédente mouture du Championnat de France amateurs. Contrairement à l'ancien CFA, la D3 permet aux meilleurs clubs amateurs de rejoindre la Division 2, désormais « open », c'est-à-dire ouverte à des clubs professionnels, semi-professionnels ou amateurs. Les pères de cette évolution sont Fernand Sastre et Henri Patrelle qui bataillent pendant près d'une décennie afin de casser la ségrégation qui existe depuis 1932 entre football professionnel et football amateur. C'est depuis 1993 le championnat National qui joue le rôle de championnat « open ».

### Le National
Créé en 1993 sous l'appellation National 1, le National se déroule annuellement sous la forme d'un championnat opposant dix-huit clubs professionnels et amateurs. Une saison du championnat commence en été et se termine au printemps suivant.
Organisé par la Fédération française de football, le National est le plus haut niveau ouvert aux équipes amateurs, mais les réserves professionnelles ne peuvent y participer. Originellement divisé en deux groupes de 18 clubs, le National prend son nom et sa forme actuelle en 1997, date à partir de laquelle il oppose 20 clubs répartis en un seul groupe. Depuis 2013, le National est réduit à 18 clubs.